# Gravelines
Gravelines – miejscowość i gmina we Francji, w regionie Hauts-de-France, w departamencie Nord.
Według danych na rok 1990 gminę zamieszkiwało 12 336 osób, a gęstość zaludnienia wynosiła 544 osób/km² (wśród 1549 gmin regionu Nord-Pas-de-Calais Gravelines plasuje się na 57. miejscu pod względem liczby ludności, natomiast pod względem powierzchni na miejscu 38.).
Koło miasta znajduje się elektrownia jądrowa o tej samej nazwie.